# Бульвар Ататюрка
 Бульва́р Ататюрка (тур. Atatürk Bulvarı) — одна з головних магістралей Стамбула. Названий іменем першого президента Турецької Республіки Мустафи Кемаля Ататюрка. Довжина становить 1750 метрів.

## Опис
Бульвар Ататюрка розташований у районі Фатіх, поєднуючи історичний півострів із Бейоглу.
Починається в Аксараї на перетині вулиць Міллєт і Орду. Далі пролягає до району Ункапани. Через Міст Ататюрка перетинає Золотий Ріг.
На Бульварі Ататюрка розташований один із символів Стамбулу Акведук Валента.